# Молоді (фільм, 1971)
«Молоді» (рос. «Молодые») — російський радянський мелодраматичний кінофільм, випущений 26 березня 1971 року, знятий за мотивами роману Олександра Андрєєва «Розсудіть нас, люди».

## Сюжет
Євгенія оточена батьківською увагою і опікою і тому не зовсім соціально самостійна. Вона зустріла і покохала Олексія Ніколаєва, який був звичайним простим будівельником-бригадиром. Знайомство обертається важким спільним життям в гуртожитку. Був час, коли Євгенії здавалося, що вона не захоче і не зможе жити поруч з коханою людиною. Після зведення чергового житлового будинку Олексій прийняв тверде рішення — він негайно виїжджає разом зі студентським будзагоном і вірними друзями з Москви до Тюмені на тривалий термін. Євгенія не змогла дати Олексію вільне життя без неї і поїхала разом з ним.

## У ролях
- Євген Кіндінов — Олексій Ніколаєв
- Любов Нефьодова — Женя (роль озвучила  Галина Польських)
- Жанна Горощеня — Аня
- Алла Ларіонова — Катерина Петрівна, мати Жені
- Неллі Пшенна — Олена, подруга Жені
- Нонна Мордюкова — Дарія Василівна, комендант гуртожитку
- Тетяна Пельтцер — няня Нюша
- Армен Джигарханян — Петро, виконроб
- Михайло Кокшенов — Трифон Будорагін
- Володимир Тихонов — Вадим
- В'ячеслав Невинний — Семен Ніколаєв
- Герман Козлов — Ілля
- Микола Сергієнко — Серьога з «Майкопа»
- Олексій Глазирін — батько Жені
- Галина Кравченко
- Олександр Ханов
- Юрій Блащук — Аркадій
- Віра Єнютіна
- Юрій Катін-Ярцев
- Леонід Куравльов — майбутній мешканець
- Олексій Панькін
- Іван Савкін — Іван
- Валентина Ушакова — дружина Іванова
- Лариса Соболевська — Ліза

## Знімальна група
- Автор сценарію:  Олександр Червінський
- Режисер:  Микола Москаленко
- Оператор:  Микола Олоновський
- Художник:  Наталія Мєшкова
- Композитор  Марк Фрадкін
- Текст пісні:  Євген Долматовський
- Пісню рос. „А любовь всегда бывает первою“ викнує Алла Йошпе